# Христенко Валентина Петрівна
Валентина Петрівна Христенко (нар. 14 березня 1950, селище Кушугум, тепер Запорізького району Запорізької області) — українська радянська діячка, монтажниця Запорізького приладобудівного заводу. Депутат Верховної Ради УРСР 11-го скликання.

## Біографія
Освіта середня.
З 1968 року — монтажниця Запорізького приладобудівного заводу.
Потім — на пенсії в селищі Кушугум Запорізького району Запорізької області.

## Нагороди
- ордени
- медалі